# Креткі-Малі
Креткі-Малі (пол. Kretki Małe) — село в Польщі, у гміні Осек Бродницького повіту Куявсько-Поморського воєводства.
Населення — 351 особа (2011).
У 1975-1998 роках село належало до Торунського воєводства.

## Демографія
Демографічна структура станом на 31 березня 2011 року:
|          | Загалом | Допрацездатний вік | Працездатний вік | Постпрацездатний вік |
| -------- | ------- | ------------------ | ---------------- | -------------------- |
| Чоловіки | 173     | 48                 | 104              | 21                   |
| Жінки    | 178     | 39                 | 99               | 40                   |
| Разом    | 351     | 87                 | 203              | 61                   |